# چارلز ساوارین
چارلز ساوارین (انگلیسی: Charles Savarin؛ زادهٔ ۲ اکتبر ۱۹۴۳) یک سیاست‌مدار اهل دومینیکا است.